# Riječko-istarska nogometna zona 1965./66.
Riječko-istarska nogometna zona (također i kao Riječko-pulska zona, Nogometna zona Rijeka – Pula) je bila jedna od četiri zone Prvenstva Hrvatske, te liga trećeg stupnja nogometnog prvenstva Jugoslavije u sezoni 1965./66. 
 
Sudjelovalo je 12 klubova, a prvak je bio "Goranin" iz Delnica.

## Ljestvica
| mj. | klub               | ut. | pob. | ner. | por. | gol+ | gol- | bod |
| --- | ------------------ | --- | ---- | ---- | ---- | ---- | ---- | --- |
| 1.  | Goranin Delnice    | 22  | 13   | 4    | 5    | 37   | 24   | 30  |
| 2.  | Rudar Labin        | 22  | 12   | 4    | 6    | 47   | 30   | 28  |
| 3.  | Naprijed Hreljin   | 22  | 8    | 10   | 4    | 38   | 36   | 26  |
| 4.  | Lokomotiva Rijeka  | 22  | 10   | 4    | 8    | 56   | 36   | 24  |
| 5.  | Buje               | 22  | 11   | 2    | 9    | 39   | 32   | 24  |
| 6.  | Nehaj Senj         | 22  | 9    | 4    | 9    | 35   | 26   | 22  |
| 7.  | Opatija            | 22  | 10   | 2    | 10   | 43   | 41   | 22  |
| 8.  | Crikvenica         | 22  | 8    | 5    | 9    | 53   | 43   | 21  |
| 9.  | Orijent Rijeka     | 22  | 8    | 5    | 9    | 45   | 39   | 21  |
| 10. | Jadran Poreč       | 22  | 9    | 2    | 11   | 39   | 49   | 20  |
| 11. | Vodnjan            | 22  | 7    | 3    | 12   | 31   | 51   | 17  |
| 12. | Mladost Kraljevica | 22  | 3    | 3    | 16   | 25   | 81   | 9   |

## Rezultatska križaljka
| kratica | klub               | BUJE       | CRI | GOR | JAD | LOK | MLA | NAP | NEH | OPA       | ORI | RUD | VOD       |
| --- | ------------------ | ---------- | --- | --- | --- | --- | --- | --- | --- | --------- | --- | --- | --------- |
| BUJE | Buje               |            |     |     |     |     |     |     |     | 3:1       | 4:0 | 0:2 |           |
| CRI | Crikvenica         |            |     |     |     |     |     |     |     | 5:2       | 2:2 | 1:2 |           |
| GOR | Goranin Delnice    | 1:1 p, 2:0 |     |     |     |     |     |     |     | 3:1       | 2:1 | 0:2 |           |
| JAD | Jadran Poreč       |            |     |     |     |     |     |     |     | 2:1       | 2:1 | 3:2 |           |
| LOK | Lokomotiva Rijeka  |            |     |     |     |     |     |     | 4:2 | 6:0       | 3:0 | 1:3 |           |
| MLA | Mladost Kraljevica |            |     |     |     |     |     | 0:1 |     | 2:4       | 2:2 | 0:3 |           |
| NAP | Naprijed Hreljin   |            |     |     |     |     |     |     |     | 2:1       | 0:0 | 2:1 |           |
| NEH | Nehaj Senj         |            |     |     |     |     |     |     |     |           |     |     |           |
| OPA | Opatija            | 1:0        | 2:1 | 1:1 | 0:2 | 2:0 | 9:1 | 2:2 | 1:0 |           | 1:0 | 5:0 | 3:0* 0:2* |
| ORI | Orijent Rijeka     | 3:4        | 4:2 | 0:1 | 5:2 | 2:0 | 6:2 | 2:2 | 1:1 | 5:1       |     | 4:1 | 2:1       |
| RUD | Rudar Labin        | 5:0        | 3:3 | 0:0 | 5:0 | 3:0 | 2:0 | 2:0 | 2:4 | 1:3       | 3:1 |     | 1:1       |
| VOD | Vodnjan            |            | 4:3 |     |     |     |     |     |     | 0:3* 2:0* | 1:3 | 0:3 |           |
| |                    |            |     |     |     |     |     |     |     |           |     |     |           |
| podebljan rezultat - utakmice od 1. do 11. kola (1. utakmica između klubova) rezultat normalne debljine - utakmice od 12. do 22. kola (2. utakmica između klubova) rezultat nakošen - nije vidljiv redoslijed odigravanja međusobnih utakmica iz dostupnih izvora rezultat smanjen * - iz dostupnih izvora nije uočljiv domaćin susreta prekrižen rezultat - poništena ili brisana utakmica p - utakmica prekinuta 3:0 p.f. / 0:3 p.f. - rezultat 3:0 bez borbe n.i. - nije igrano |                    |            |     |     |     |     |     |     |     |           |     |     |           |

 Izvori: 